# Vertrag von Trianon

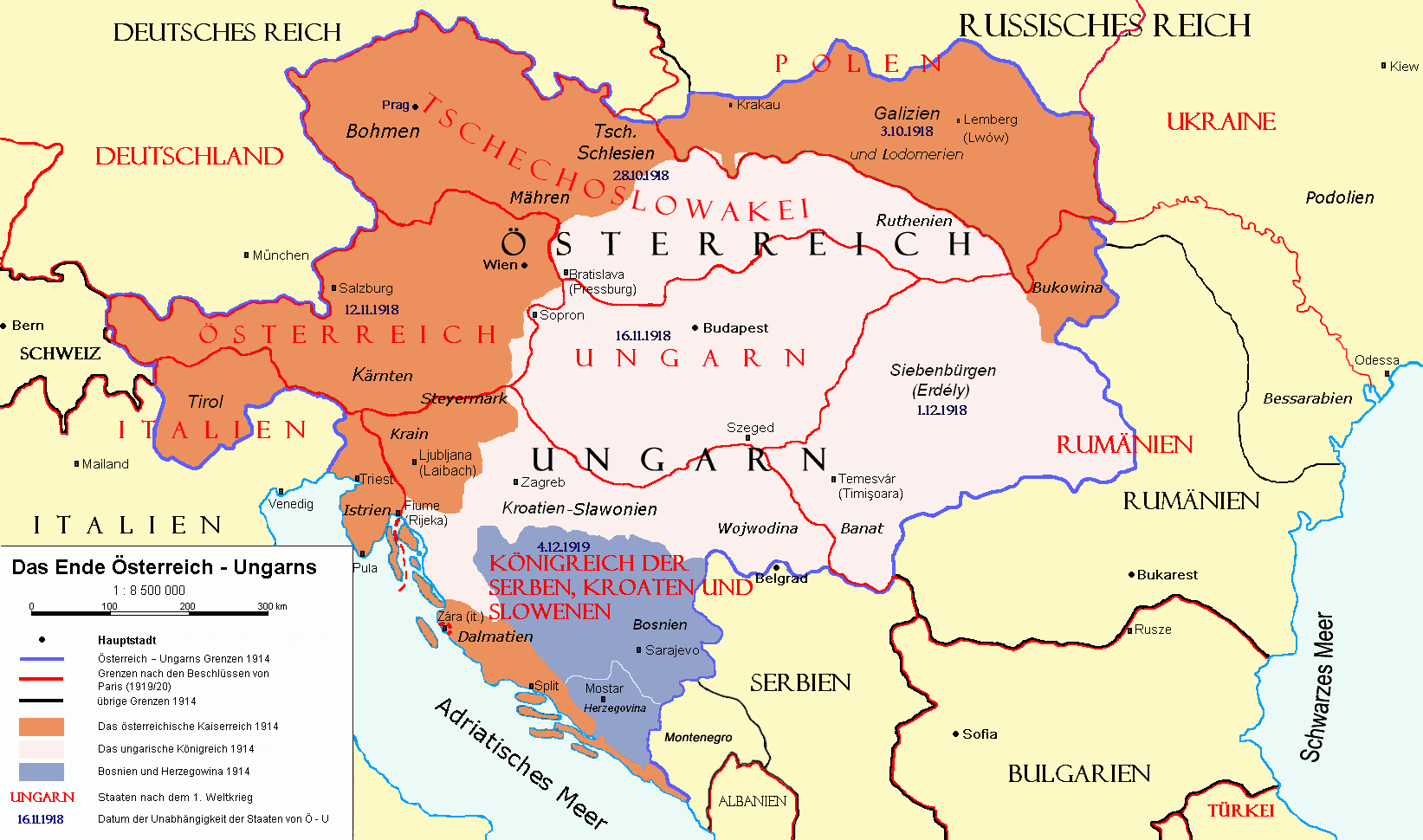
Karte der territorialen Aufteilung Österreich-Ungarns nach den Pariser Vorortverträgen

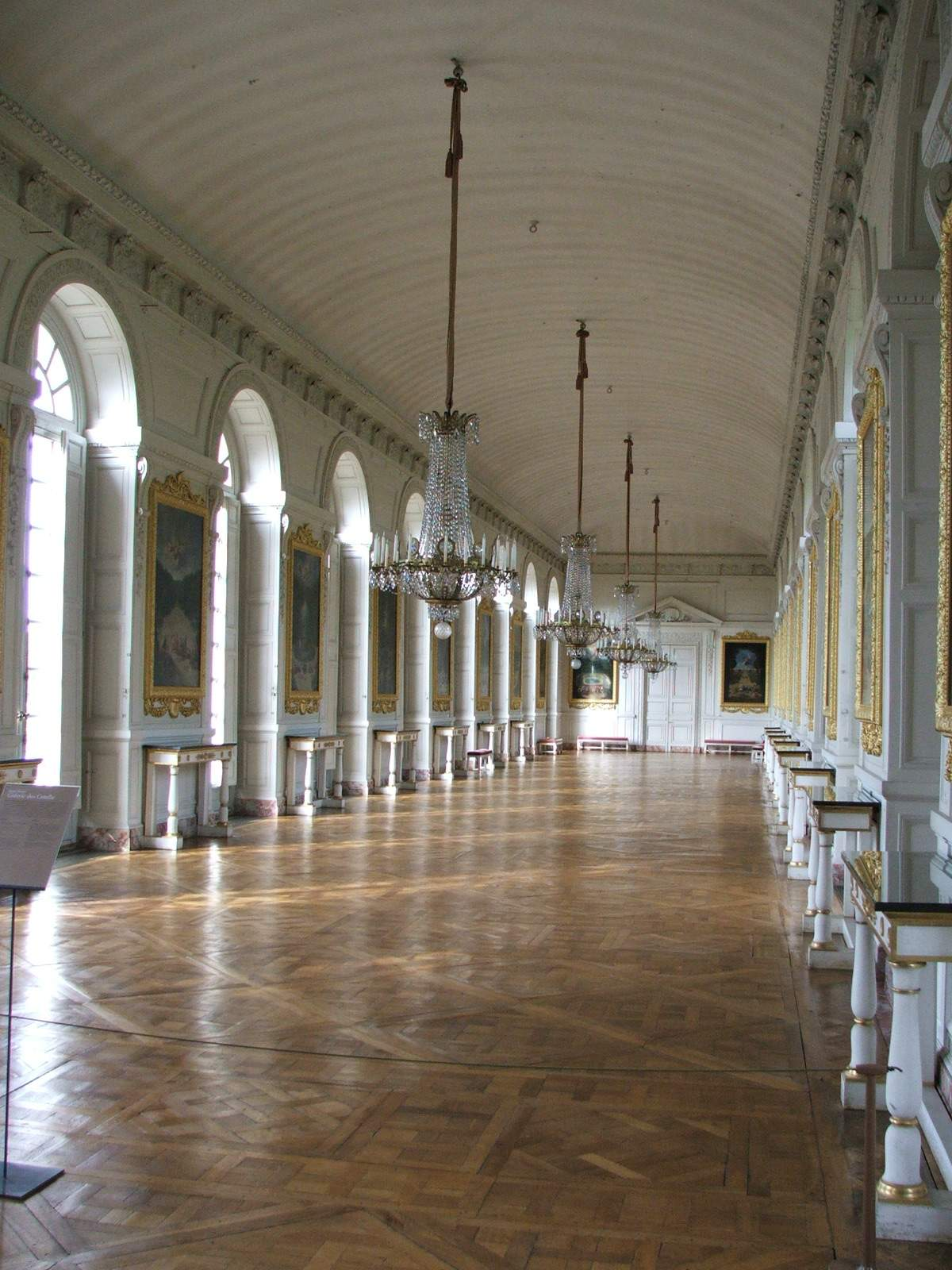
Der Ort der Vertragsunterzeichnung: die Galerie des Cotelles im Schloss Grand Trianon

Der Vertrag von Trianon, auch Friedensvertrag von Trianon oder Friedensdiktat von Trianon, war einer der Pariser Vorortverträge, die den Ersten Weltkrieg formal beendeten. Unterzeichnet am 4. Juni 1920, besiegelte er die 1918/19 erfolgten Sezessionen aus dem Königreich Ungarn – bis 1918 mit Österreich in Realunion verbunden – nach dem für die Doppelmonarchie verlorenen Krieg. Ungarn musste damit völkerrechtlich verbindlich zur Kenntnis nehmen, dass zwei Drittel des Territoriums des historischen Königreichs verschiedenen Nachbar- und Nachfolgestaaten zufielen. Die ungarische Delegation unterschrieb den Vertrag unter Widerspruch am 4. Juni 1920.

## Sezessionen
Den Pariser Verhandlungen gingen mehrere Abspaltungen einzelner Landesteile voraus:
- Tschechen und Slowaken, deren Nationalrat in Paris bereits am 2. Juli 1918 von den USA anerkannt worden war, riefen am 28. Oktober 1918 die Tschechoslowakische Republik aus.
- Kroatien und Slawonien gründeten am 5. Oktober in Zagreb den Nationalrat der Slowenen, Kroaten und Serben, nahmen keine Weisungen aus Budapest mehr entgegen und erklärten sich am 30. Oktober 1918 zum Teil des neuen SHS-Staats.
- Die Rumänen Siebenbürgens sprachen sich am 1. Dezember 1918 in den Karlsburger Beschlüssen (gefasst im heutigen Alba Iulia, ungarisch Gyulafehérvár) für die Vereinigung mit dem Königreich Rumänien aus. Die Volksversammlungen der Siebenbürger Sachsen und der Banater Schwaben entschieden sich im Jahr 1919 ebenfalls für die Vereinigung ihrer Gebiete mit Rumänien.

## Verhandlungen und Vertragsunterzeichnung

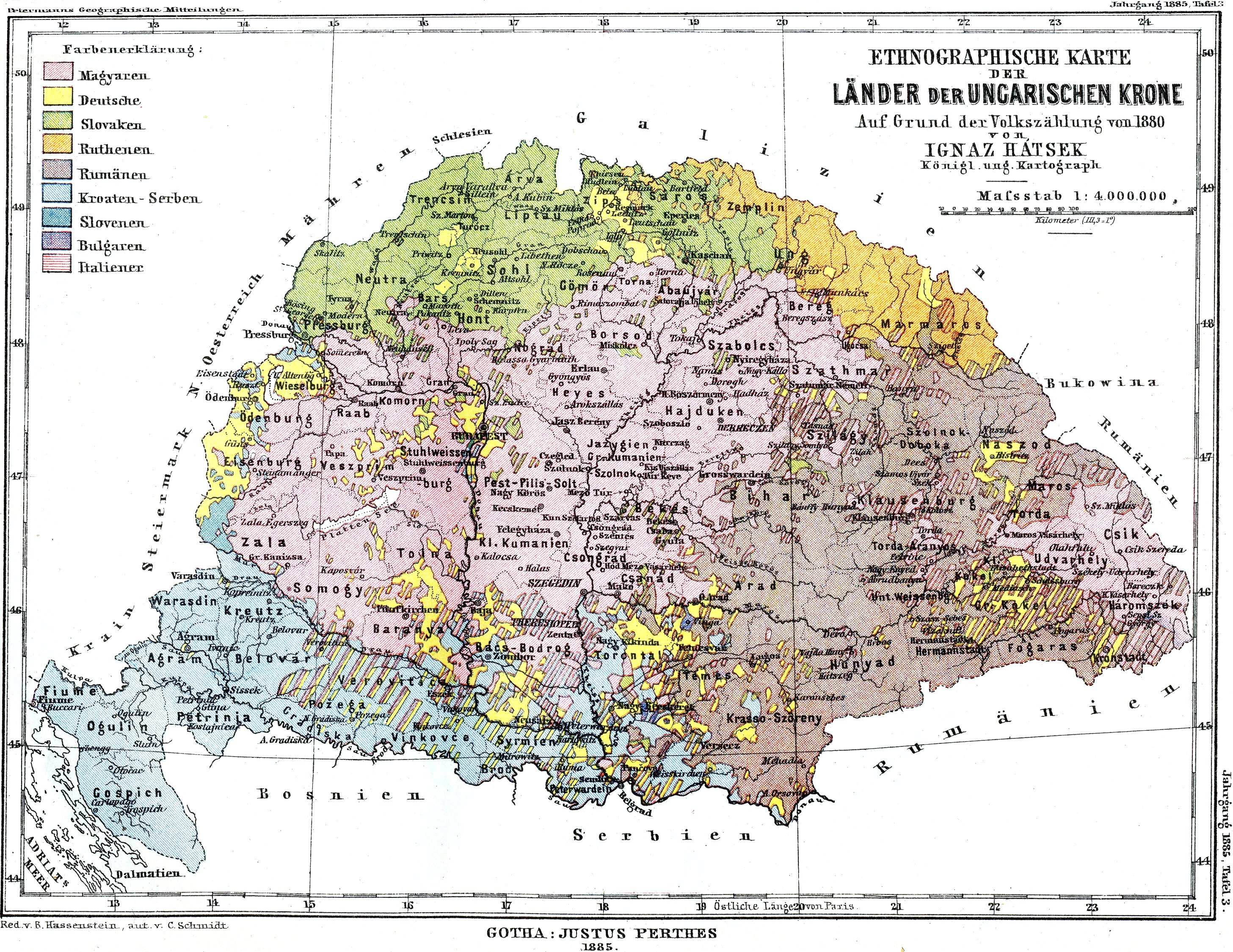
Ethnische Karte des Königreichs Ungarn

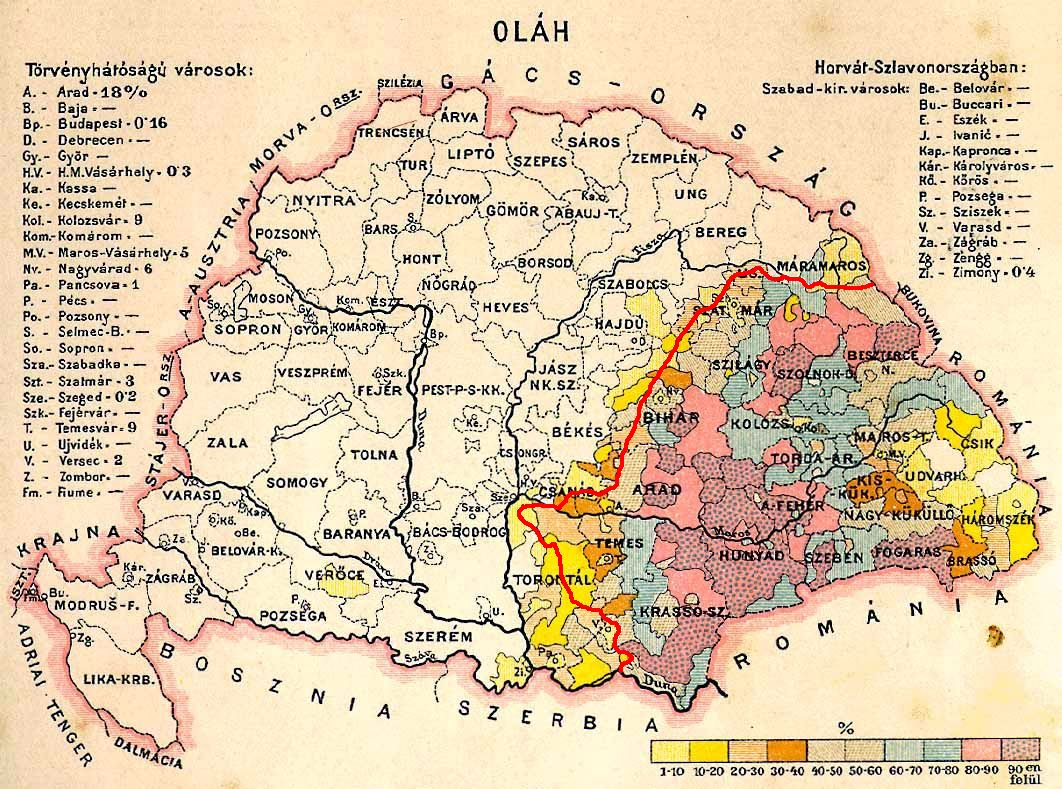
Durch den Vertrag von Trianon an Rumänien verlorene Gebiete Ungarns

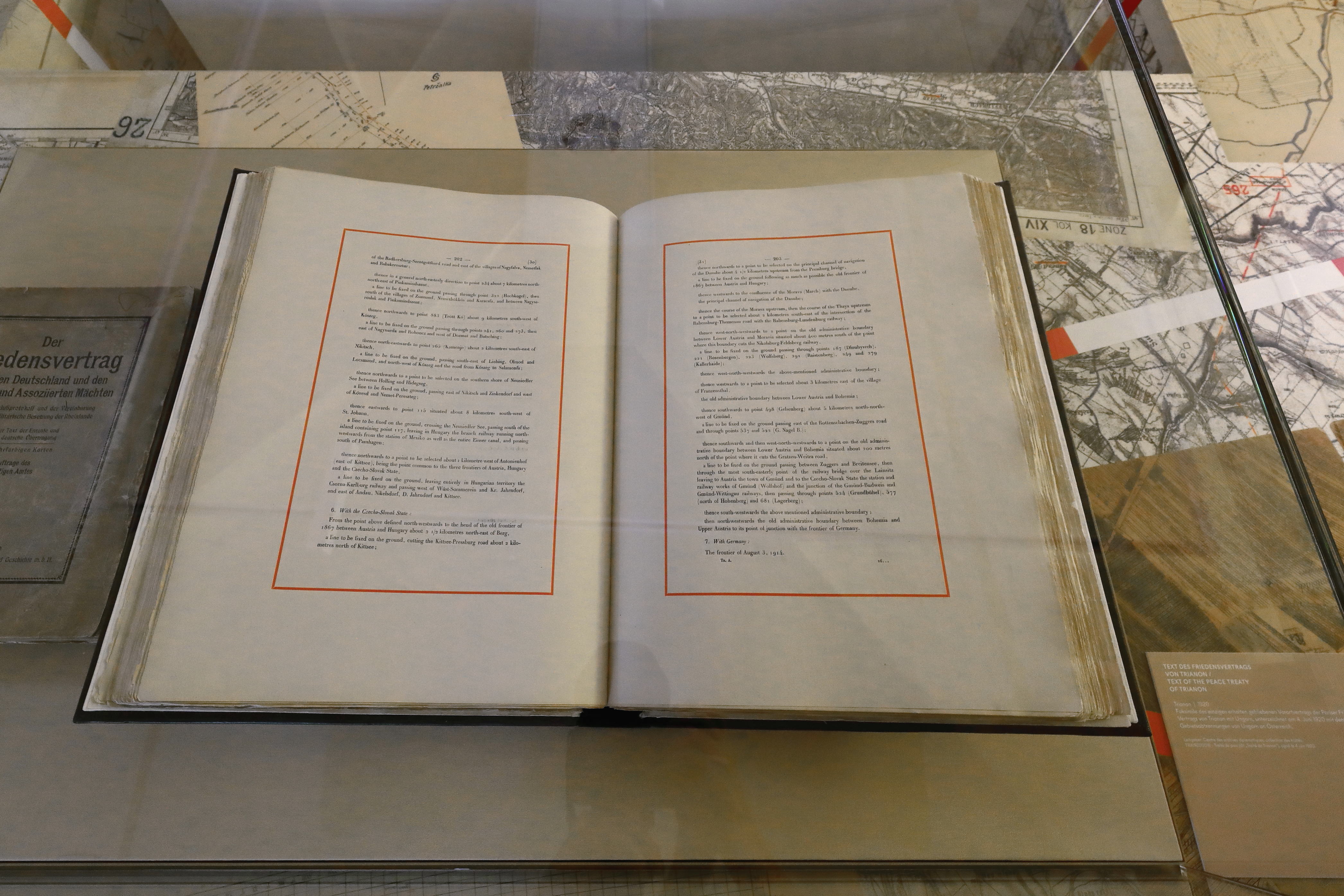
Faksimile des Vertrages von Trianon

Die Fakten waren also zum größten Teil längst geschaffen, als Ungarn Ende 1919, nach den Verhandlungen mit Österreich, nach Paris eingeladen wurde. Der Vertrag wurde so spät unterzeichnet, weil das besiegte Ungarn 1918 politische Wirren durchmachte, die die Alliierten beunruhigten. 
So wurde nach dem Austritt Ungarns aus der Donaumonarchie am 21. März 1919 die Ungarische Räterepublik ausgerufen und nach gescheiterten Verhandlungen mit der Entente über die zukünftigen Grenzen Ungarns brach am 15./16. April 1919 der Ungarisch-Rumänische Krieg aus. Der Vertrag von St. Germain (von Österreich am 10. September 1919 unterschrieben) hatte überdies bereits die Entscheidung getroffen, dass Deutsch-Westungarn an Österreich fällt. Ungarn forderte erfolglos eine Revision und eine Volksabstimmung über die abzutretenden Gebiete. Wie Österreich wurde Ungarn von der Entente als Kriegsverlierer und nicht als gleichwertiger Verhandlungspartner betrachtet.
Schließlich unterzeichnete Ungarn am 4. Juni 1920 den Friedensvertrag im Versailler Palais Grand Trianon. Für Ungarn unterschrieben Ágost Benárd, Minister für Wohlfahrt, und Alfréd Drasche-Lázár, Botschafter. Der Vertrag bestätigte zumeist nur die faktisch bereits bestehende Situation.
Zu den unterzeichnenden Mächten zählten Großbritannien, Frankreich und Italien, Japan, Belgien, Siam, Griechenland, Nicaragua, Panama, das im Herbst 1918 wiedererstandene Polen, Portugal, Rumänien, das neu gebildete serbisch-kroatisch-slowenische Königreich (mit Serbien als erstem von Österreich-Ungarn im August 1914 angegriffenen Staat) und die neue Tschecho-Slowakei (die Exiltschechen in den USA hatten dort bereits während des Krieges für ihren gemeinsamen Staat mit den Slowaken argumentiert). Die Vereinigten Staaten unterzeichneten den Vertrag nicht. Ungarn und die USA beschlossen den Frieden in Washington, D.C. mit einem separaten Vertrag auf Grundlage des Vertrags von Trianon, jedoch ohne die Artikel zum Völkerbund, bei dem die USA nur Beobachterstatus hatten.
Deutsch-Westungarn, seit 1919 von den Österreichern Burgenland genannt, sollte an Österreich angeschlossen werden; eine der wenigen Bestimmungen des Vertrags von Trianon, die bei der Unterzeichnung noch nicht realisiert waren. Ungarische Freischärler beschossen jedoch die österreichische Gendarmerie und verhinderten vorerst die Verwaltung des Burgenlandes durch Österreich. Ödenburg (Sopron) war als Landeshauptstadt vorgesehen. Die in der Stadt und den umgebenden Dörfern im Dezember 1921 auf Vermittlung Italiens abgehaltene Volksabstimmung ging zugunsten Ungarns aus; der Großteil des Burgenlandes wurde im Herbst 1921 ohne Volksabstimmung an Österreich angegliedert.

## Vertragsbestimmungen
- Kriegsschuldparagraph (Art. 161)
- Artikel über die Wiedergutmachung, der keine genaue Reparationssumme enthielt
- Artikel zu Rüstungsbeschränkungen: Beschränkung der Streitkräfte auf ein langdienendes Berufsheer von 35.000 Mann ohne schwere Artillerie, Panzertruppen und Luftstreitkräfte: ausschließlich bestimmt für die Verteidigung der Grenzen und für die Innere Sicherheit; die Einhaltung der Abrüstungsauflagen und der Aufrüstungsbeschränkungen sollte eine interalliierte Kontrollkommission überwachen[2]
- Gebietsabtretungen, die mehr als zwei Drittel (von 325.411 km² auf 93.073 km²)[3] des Reichsgebietes betrafen.
  - die heutige Slowakei und die Karpatoukraine an die Tschechoslowakei,
  - das heutige Burgenland an Österreich,
  - Kroatien, Slawonien, Međimurje, Prekmurje, die Regionen Batschka und Süd-Baranya (Drávaköz) und Teile des Banats an das Königreich der Serben, Kroaten und Slowenen,
  - Siebenbürgen mit dem Rest des Banats und mit Partium an Rumänien (Art. 45–47),
  - ein kleines Gebiet mit 14 Dörfern im äußersten Norden wurde Polen zugesprochen,
  - die Freie Stadt Fiume (St. Veit am Flaum bzw. Fiume bzw. Rijeka) wurde ein eigener Freistaat, nachdem Ungarn auf alle Rechte und Ansprüche verzichtete (Art. 53). 1924 wurde das Gebiet zwischen Italien und dem Königreich der Serben, Kroaten und Slowenen (SHS-Staat) aufgeteilt, wobei die Stadt Fiume an Italien fiel.

## Folgen
Weil die Grenzen oft nach strategischen Aspekten gezogen wurden, gerieten etwa drei Millionen Magyaren unter fremde Oberhoheit. Die meisten Magyaren außerhalb Ungarns lebten in Grenzgebieten – in der südlichen Slowakei, in der Karpatoukraine (1.072.000), in der Vojvodina (Nordserbien), in Partium und in Prekmurje (Slowenien, 571.000) sowie in Rumänien (1.664.000; Angaben auf Grundlage der Volkszählung von 1910). 
In Rumänien und in der heutigen Slowakei gab es Inseln mit überwiegend ungarischer Bevölkerung, heute sind die Ungarn dort teilweise die Minderheit.
Trianon löste allerdings die Nationalitätenproblematik im klein gewordenen Ungarn weitgehend. Nach der Volkszählung von 1920 hatten nur noch 10,4 % der Gesamtbevölkerung (833.475) eine andere Muttersprache als Ungarisch, darunter 551.211 Deutsche (6,9 %) und 141.882 Slowaken (1,8 %), 473.000 Menschen bekannten sich zum mosaischen Glauben. Außerdem wurden 23.760 Rumänen, 59.875 Kroaten, 17.131 Serben gezählt, dazu kamen 60.748 übrige (unter anderen Slowenen, Bunjewatzen und Šokci). Zugleich gaben 399.176 Personen an, dass sie der slowakischen, 179.928 der serbischen oder kroatischen und 88.828 der rumänischen Sprache mächtig seien.

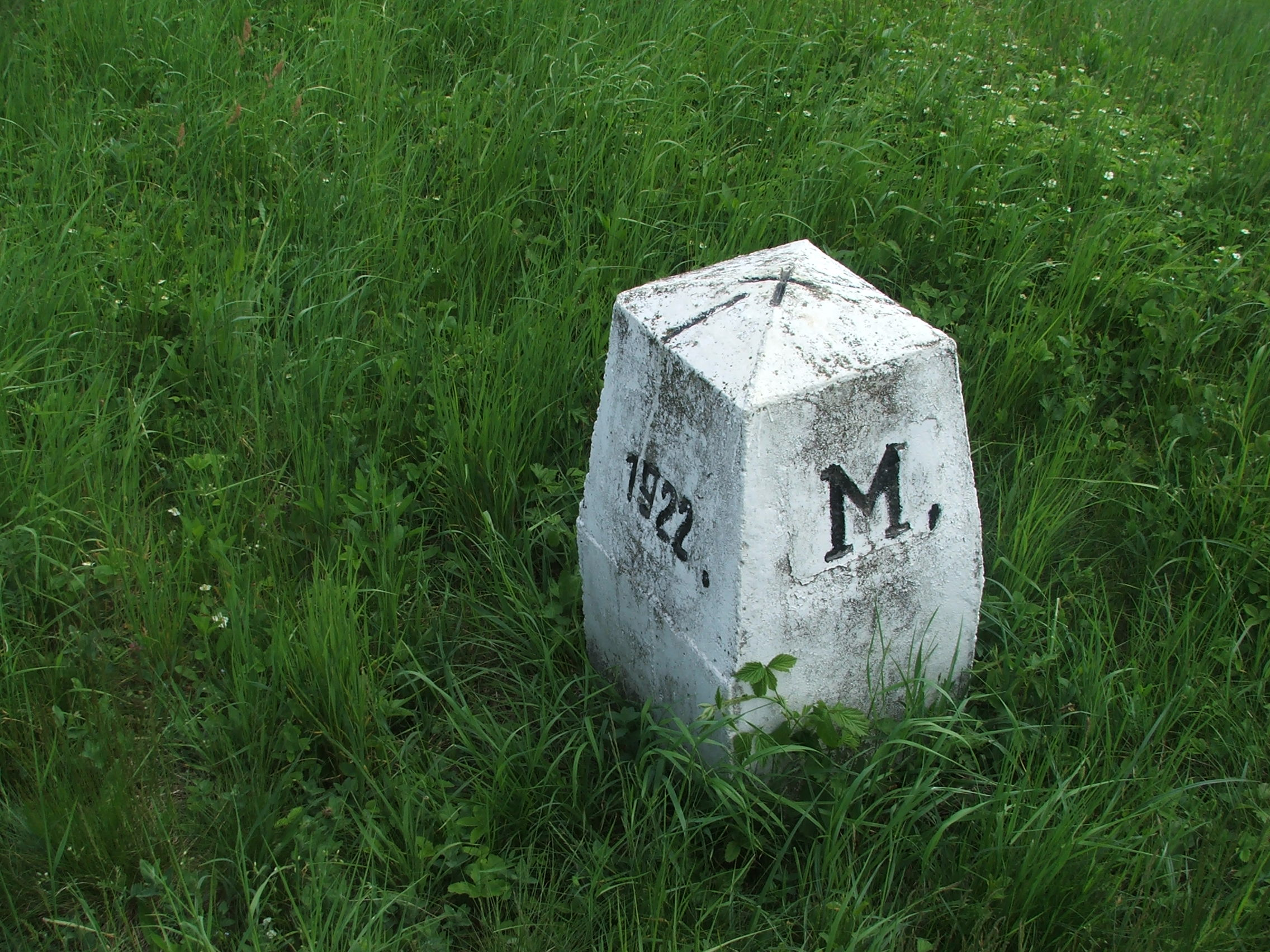
Grenzstein aus dem Jahr 1922 an der ungarisch-rumänischen Grenze

Die Magyaren waren nach dem Vertrag von Trianon entrüstet und schockiert, da die abgefallenen bzw. abzutretenden Gebiete seit dem 11. Jahrhundert nach und nach zum Königreich Ungarn gekommen waren. Die Losung der damaligen Widerstandskämpfer lautete „Nein! Nein! Niemals!!“ (ungarisch: Nem! Nem! Soha!!). Die Flaggen im gesamten Ungarn wurden bis zum Ersten Wiener Schiedsspruch 1938 auf halbmast gesenkt. Erst dann wurden sie wieder um ein Drittel gehoben (also auf 5/6 gehisst).
In den 1930er-Jahren mussten die Schüler am Schultagsbeginn ein Gebet sprechen, in dem die Revision, d. h. die Wiederherstellung Großungarns gefordert wurde (Ich glaube an einen Gott, ich glaube an eine Heimat, ich glaube an eine ewige göttliche Gerechtigkeit, ich glaube an die Auferstehung Ungarns! – Ungarisch: Hiszek egy Istenben, Hiszek egy hazában, Hiszek egy Isteni örök igazságban, Hiszek Magyarország feltámadásában!).
Die Wiener Schiedsprüche von 1938 und 1940 unter der Regie des nationalsozialistischen Deutschlands korrigierten Trianon im Sinn Ungarns, wurden aber 1945/47 für ungültig von Anfang an („ex tunc“) erklärt. Somit ist der Vertrag von Trianon (so wie der von St. Germain mit Österreich) nach wie vor gültig und Teil des Rechtssystems aller Nachfolgestaaten. Nach Ende des Zweiten Weltkriegs haben die Ergebnisse der Pariser Friedenskonferenz für die Tschechoslowakei kleine Gebietsgewinne südlich von Bratislava/Pozsony/Pressburg gebracht. Seit 1945 hat den Vertrag von Trianon keine Großmacht in Frage gestellt.
Am 4. Juni 2010 – also 90 Jahre nach Unterzeichnung des Vertrags – beging das ungarische Parlament zum ersten Mal den so genannten Tag der nationalen Zusammengehörigkeit. 
Die Slowakei fühlte sich damit provoziert.

## Kleinere Gebietsänderungen
- Am 29. Januar 1919 schlossen sich Bürger von Balassagyarmat den Soldaten von Hauptmann Zsigmond Vizy an und vertrieben die eindringenden tschechoslowakischen Truppen, die versuchten, die Grenzen der Tschechoslowakei nach Süden zu verschieben. Damit verblieben die betroffenen 18 Dörfer südlich des Flusses Ipoly bei Ungarn.
- Am 1. August 1920 verjagten Grenzpolizisten aus Kerca (Prekmurje) mit Unterstützung von Aufständischen aus Kerca und Szomoróc die serbisch-kroatisch-slowenischen Truppen aus Szomoróc. Nach langen Verhandlungen wurde Szomoróc am 9. Februar 1922 nach Ungarn eingegliedert. 1943 wurden die beiden Dörfer unter dem Namen Kercaszomor vereinigt.
- In zehn, entsprechend dem Vertrag Österreich zugeordneten Dörfern kam es zu Ausschreitungen. Daraufhin kam es in diesen Dörfern zu Volksabstimmungen, die dazu führten, dass sie zwischen dem 10. Januar 1923 und dem 9. März 1923 wieder zu Ungarn kamen. Dabei handelte es sich um die Dörfer Felsőcsatár (damals Alsócsatár und Felsőcsatár), Horvátlövő, Narda (damals Kisnarda und Nagynarda), Ólmod, Pornóapáti, Szentpéterfa und Vaskeresztes (damals Németkeresztes und Magyarkeresztes). Ursprünglich wären die Dörfer Liebling/Rendek und Rattersdorf/Rőtfalva statt Ólmod und Szentpéterfa zu Ungarn zurückgekommen (siehe auch Volksabstimmung 1921 im Burgenland).
- 1924 wurden Somoskőújfalu und Somoskő durch die tschechoslowakisch-ungarische Grenzkommission von der Tschechoslowakei an Ungarn abgetreten.
- 1947 wurde der Brückenkopf bei Bratislava der Tschechoslowakei zugesprochen, heute gehört das Gebiet zur Slowakei.

## Rezeption in Ungarn

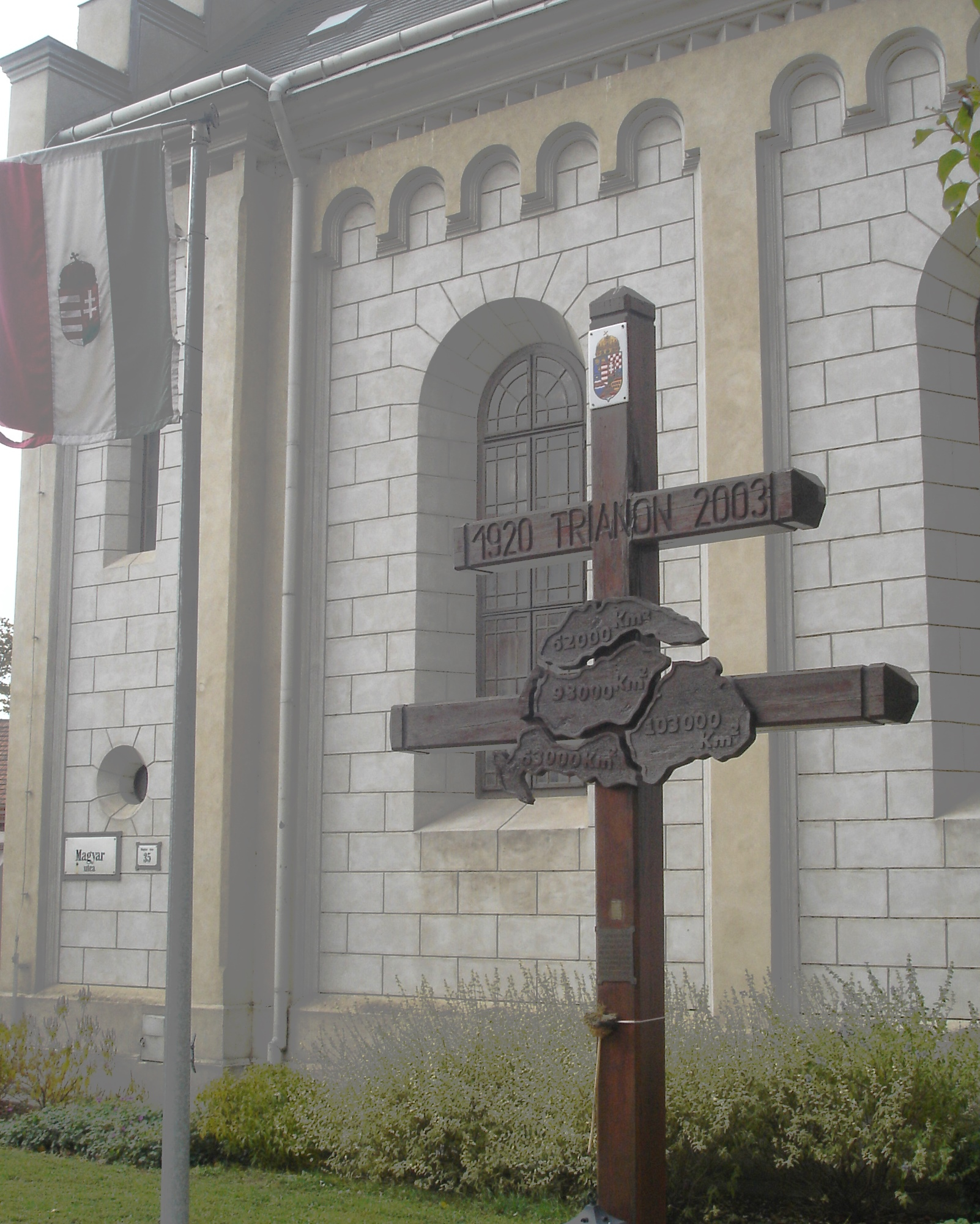
Trianon-Denkmal in Ungarisch Altenburg

- In Budapest gibt es seit 2008 ein Trianonforschungsinstitut, welches vierteljährlich eine Zeitschrift mit dem Namen Trianoni Szemle und dem Untertitel Historisches Magazin des Großungarns herausgibt.[10]
- In Várpalota gibt es ein „Trianon-Museum“.[11]
- Am 31. Mai 2010 erklärte die Nationalversammlung den 4. Juni zu einem nationalen Gedenktag, dem Tag der nationalen Zusammengehörigkeit (Nemzeti összetartozás napja).
- Jeden Nachmittag um 17:00 Uhr wird seit 2008 in Erinnerung an die Unterzeichnung des Vertrages von Trianon von allen Lautsprechern der Stadt Esztergom eine Melodie auf der Tárogató abgespielt. Die Musik auf diesem nationalen ungarischen Instrument soll die Trauer über den Verlust von zwei Dritteln des Landes durch den Vertrag von Trianon unterstreichen.[12]